# Hush… Hush, Sweet Charlotte
Hush... Hush, Sweet Charlotte ist ein Song von Frank De Vol (Musik) und Mack David (Text), der 1964 veröffentlicht wurde.
Frank De Vol und Mack David schrieben Hush... Hush, Sweet Charlotte für den Film Wiegenlied für eine Leiche (1964, Originaltitel: Hush… Hush, Sweet Charlotte) unter der Regie von Robert Aldrich, mit Bette Davis, Olivia de Havilland und Joseph Cotten in den Hauptrollen. Der Song, der in dem Film von Al Martino und einem Kinderchor vorgestellt wurde, erhielt 1965 eine Oscar-Nominierung in der Kategorie Bester Song.
Ursprünglich teilten sich der Film und der Filmsong nicht den Titel; der Arbeitstitel des Films war What Ever Happened to Cousin Charlotte? Angeblich mochte Bette Davis diesen Arbeitstitel nicht, da er fälschlicherweise eine Fortsetzung von What Ever Happened to Baby Jane? (1962) suggerierte. Der Song mit dem Liedtextbeginn Hush, hush, sweet Charlotte entstand in einem frühen Stadium der Filmentstehung und Bette Davis schlug vor, Hush... Hush, Sweet Charlotte könnte als Titel des Films dienen.
Im Drehbuch des Films wurde der Song für die von Bette Davis verkörperte Figur der Charlotte Hollis geschrieben, die von der Erinnerung an ihren verheirateten Geliebten John Mayhew beherrscht ist, der vierzig Jahre zuvor ermordet wurde und dessen Tod Charlotte angelastet wird. Der Song hat in dem Film als Erkennungsmelodie Charlottes Verlust zu thematisieren, der ihr ganzes weiteres Leben beherrschte. Die Liedmelodie wird aus einer Spieldose gespielt, die Charlotte aufbewahrt. Bette Davis als Charlotte spielt das Lied auch auf dem Cembalo und singt es in einer kompletten Fassung im Film, während die Aufnahme von Al Martino lediglich im Abspann in einem Chorus erscheint. Hush... Hush, Sweet Charlotte wird in voller Länge in der Instrumentalfassung vom Frank DeVol Orchestra gespielt und von einem Kinderchor gesungen.
Die Fassung von Al Martino erschien als B-Seite seiner Single My Heart Would Know, die im Januar 1965 erschien und #52 der Billboard Hot 100 erreichte; Hush... Hush, Sweet Charlotte erschien auch auf Martinos Album Somebody is Taking My Place. Als der Song eine Oscarnominierung als Bester Song erhielt, sollte ihn zunächst Bette Davis selbst vorstellen; tatsächlich wurde er dann von Patti Page vorgestellt und auf Columbia Records veröffentlicht.
Mit Hush, Hush, Sweet Charlotte hatte Patti Page im Mai 1965 einen Top-40-Hit in den Billboard Hot 100 Charts; der Song kam auf Platz 8 der Hitparaden und verschaffte der Sängerin die 15. und letzte Goldene Schallplatte ihrer Karriere. Hush, Hush, Sweet Charlotte war auch Titelstück des gleichnamigen Albums (1965) von Patti Page. Die Instrumentalversion des Filmthemas Hush, Hush Sweet Charlotte erschien auf dem Album Theme from Peyton Place and 11 Other Great Themes (1965) des Frank DeVol Orchestra und fand Verwendung auf der B-Seite der Single Theme from Peyton Place. Gerry Mulligan nahm eine weitere Instrumentalversion des Lieds auf seinem Album If You Can’t Beat ’Em, Join ’Em (1965) mit weiteren Mainstream-Pophits auf. Liedtexter Mack David produzierte eine Aufnahme von Hush Hush Sweet Charlotte von Hoyt Axton; eine weitere Version spielte Bruce Forsyth ein, die in Konkurrenz mit der im Juni 1965 in Großbritannien erschienenen Patti-Page-Single, doch weder die Forsyth-Single (mit den Mike Sammes Singers) noch die Page-Version erreichten die britischen Hitparaden. Die Version von Richard Chamberlain erschien im September 1965 auf seinem Album Joy in the Morning, das weitere Musical- und Filmsongs enthielt; auch Chris Connor brachte den Filmsongs auf Sings Gentle Bossa Nova heraus. Bette Davis stellte den Song zu Promotion des Films am 1. März 1965 in Steve Allens Fernsehshow I’ve Got a Secret vor; ihre Version erschien erst 1976 auf dem Album Miss Bette Davis.